# Гюнтер XXXVI (Шварцбург-Бланкенбург)
Гюнтер XXXVI фон Шварцбург-Бланкенбург (на немски: Gunther XXXVI, Graf von Schwarzburg-Blankenburg; * 8 юли 1439; † 3 декември или 30 декември 1503 в Рудолщат) е граф на Шварцбург-Бланкенбург (1488 – 1503).
Той е най-големият син (от 11 деца) на граф Хайнрих XXVI фон Шварцбург-Бланкенбург (1418 – 1488) и съпругата му принцеса Елизабет фон Клеве (1420 – 1488), дъщеря на херцог Адолф II фон Клеве-Марк († 1448) и Мария Бургундска († 1463). Брат му Хайнрих XXVII фон Шварцбург (1440 – 1496) е архиепископ на Бремен (1463 – 1496), епископ на Мюнстер (1466 – 1496).
Гюнтер XXXVI фон Шварцбург-Бланкенбург умира на 64 години на 3 или 30 декември 1503 г. в Рудолщат и е погребан в Арнщат.

## Фамилия
Гюнтер XXXVI фон Шварцбург-Бланкенбург се жени на 22 или 29 октомври/5 ноември 1458 г. в Арнщат за Маргарета фон Хенеберг-Шлойзинген ’Млада’ (* 10 октомври 1444; † 16 февруари 1485), дъщеря на граф Вилхелм II фон Хенеберг-Шлойзинген (1415 – 1444) и графиня Катарина фон Ханау (1408 – 1460). Те имат две дъщери, от които само едната пораства:
- Маргарета фон Шварцбург (* 26 януари 1462; † 26 януари 1462)
- Маргарета фон Шварцбург (* 16 юни 1464 в Рудолщат; † 1 юли 1539 в Кьотен), омъжена на 24 януари 1485 г. в Кьотен за княз Валдемар VI фон Анхалт-Кьотен (* 1450, † 1 ноември 1508)[5]